# Curtis Myden
Curtis Allen Myden, född 31 december 1973 i Calgary i Alberta, är en kanadensisk före detta simmare.
Myden blev olympisk bronsmedaljör på 400 meter medley vid sommarspelen 1996 i Atlanta.